# Prudencio de Troyes
San Prudencio el joven, latinizado Prudentius Trecensis, fue obispo de Troyes, en Francia. 
Prudencio nació en el Alto Aragón  y murió en Troyes (Francia) en el 861. Su nombre de familia fue Gallindón pero adoptó el nombre de Prudencio en memoria del poeta cristiano, compatriota suyo. 
Llevado a Francia aún muy joven, pasó varios años en la corte donde parece que desempeñó algún cargo importante hasta su elección para el obispado de Troyes. Se le consideraba como uno de los más sabios prelados de su tiempo y de todas partes acudían a él para hacerle consulta. 
La diócesis de Troyes celebra su festividad el 6 de abril, aunque los bolandistas no reconocen su culto. Se le deben notables obras. 

## Controversias teológicas
En la controversia sobre la predestinación entre Godescalco de Orbais, el arzobispo Hincmaro de Reims y el obispo Pardulus de Laon se opuso a Hincmaro en una epístola que le dirigió. En esta epístola, que fue escrita hacia el 849, defiende, en contra de la opinión de Hincmaro, la doble predestinación: una predestinación a modo de premio y otra a modo de castigo, pero jamás una por el pecado. Posteriormente mantuvo que Cristo sólo murió por los que de hecho ya estaban salvados.
La misma opinión defendió en De prædestinatione contra Johannem Scotum, la cual escribió a instancias del arzobispo Wenilo de Sens, el cual le había enviado 19 artículos de Juan Escoto Eriúgena sobre la predestinación con el fin de refutarlos. Sin embargo en el sínodo de Quierzy apoyó los cuatro artículos de Hincmaro en que defiende una sola y simple predestinación, quizás no debido a respeto a la dialéctica del arzobispo de Reims sino a miedo al rey Carlos el Calvo.
En su Epistola tractoria ad Wenilonem, escrita hacia 856, mantiene de nuevo su antigua opinión y aprueba la ordenación como obispo de Eneas de París debido a que éste apoya la doble predestinación. De gran valor histórico es su contribución a los Annales Bertiniani, en el que cuenta de manera muy fiable la historia de Francia Occidental.
También es el autor de Vita Sanctæ Mauræ Virginis y algunos poemas.